# Belluno
Belluno (ladinsko Belum; furlansko Belun; beneško Belùn) je mesto v severovzhodni italijanski regiji Benečiji in središče istoimenske pokrajine. Leta 2017 je imelo mesto okoli 36.000 prebivalcev.

## Geografija
Mesto se nahaja v bližini sotočja reke Piave z Ardo, ob jugovzhodnem vznožju Dolomitov, približno 80 km severno od Benetk.

## Zgodovina
V 5. stoletju pr. n. št. sta ozemlje Belluna naseljevali ljudstvi Venetov in Keltov. Samo mesto je bilo ustanovljeno okoli leta 220–200 pr. n. št. kot romansko - keltski Belodunum. Leta 181 pr. n. št. je postal pomembno središče rimske vojske. Po padcu Zahodnorimskega cesarstva so nadzor nad njim vzpostavili Langobardi (6. stoletje), kasneje karolingi (8. stoletje). Od poznega 9. stoletja je bil pod vladavino knezoškofa, ko je dobil grad in mestno obzidje. Leta 1404 se je po dolgem tekmovanju za ozemlje s Trevisom predal Beneški republiki. Od takrat naprej je bilo mesto pomembno središče za splavljenje lesa iz doline Cadore po reki Piavi. Po padcu Republike je Belluno postal del Avstrijskega cesarstva, dokler ni bil leta 1861 priključen Kraljevini Italiji. Belluno je sedež rimskokatoliške škofije, od 1818 združene škofije z imenom Belluno-Feltre.

## Zanimivosti
- Duomo (katedrala) iz 15. stoletja po načrtih beneškega arhitekta Tullia Lombarda, z zvonikom iz 18. stoletja,
- Škofijska palača, (1190),
- baročna cerkev San Pietro (1326),
- Palazzo dei Rettori (1491),
- cerkev San Rocco iz 16. stoletja,
- cerkev Santa Maria dei Battuti iz 16. stoletja,
- cerkev Santo Stefano,
- romanska cerkev San Biagio,
- Porta Dojona in Porta Rugo, mestna vrata.